# Zwaluwstaartvloer
Een zwaluwstaartvloer is een systeemvloer waarbij een staalplaat in de vorm van een zwaluwstaartprofiel dient als mal en verloren bekisting. Deze vloer wordt meestal toegepast bij renovatie van gebouwen met een houten balklaag en badkamer met een houten balklaag als constructie. De platen vormen zowel de bekisting als de wapening van de vloer. De speciale vorm van het zwaluwstaartprofiel geeft de nodige stijfheid aan het aan te brengen beton en hiermee zijn de platen zelfdragende stalen wapeningsplaten. In combinatie met minerale wol, rubbergranulaat of polyurethaanschuim oplegstroken kan met deze vloer de akoestiek op houten balklaagvloeren aanzienlijk gereduceerd worden.